# Arrás
Arrás o Arras (escrito sin tilde en idioma francés, Atrecht en neerlandés) es una ciudad del norte de Francia, capital del departamento del Paso de Calais, en la región de Alta Francia.
La población de la ciudad, según el censo de 2013, era de 40.830 habitantes, aunque la totalidad del área urbana tenía 129.944 habitantes.
La ciudad es conocida por el beffroi, la ciudadela (ambos declarados Patrimonio de la Humanidad por la Unesco), las dos plazas barrocas y sus 225 monumentos históricos protegidos.

## Historia
Originariamente con el nombre de Nemetacum o Nemetocenna, fue un asentamiento celta de los atrebates. Los romanos la convirtieron en una guarnición militar con el nombre de Atrebatum o Atrébates, nombre que posteriormente derivó en Arrás.
Formó parte del Condado de Artois. A la muerte de Carlos el Temerario fue ocupada por Francia en mayo de 1477 y cedida a los Países Bajos de los Habsburgo mediante el Tratado de Senlis de 1493.
Durante la Edad Moderna, Arrás fue una de las principales ciudades de los Países Bajos Españoles, aunque la cercanía de la frontera con Francia la convirtió en un importante objetivo en sucesivas guerras. Fue tomada en 1640 y en 1659 pasó definitivamente a ser territorio francés con la firma del Tratado de los Pirineos.
Robespierre, uno de los representantes más conocidos de la revolución francesa, nació en esta ciudad y fue elegido diputado por el Tercer Estado el 26 de abril de 1789. 
Durante la Primera Guerra Mundial, Arras estuvo en primera línea del frente de guerra y fue el epicentro de una larga serie de batallas conocidas como la batalla de Arrás; durante la Segunda Guerra Mundial los alemanes ocuparon la ciudad, ejecutando a 240 personas acusadas de pertenecer a la Resistencia francesa.
Después de la Segunda Guerra Mundial y bajo el mandato de Guy Mollet, Arrás pierde una parte de sus actividades económicas. Vuelve a florecer a finales del siglo XX con la construcción de la universidad, en 1992, y la estación de trenes de alta velocidad.

## Demografía
| 21 019 | 19 958 | 19 286 | 19 798 | 24 439 | 23 485 | 26 956 | 25 271 | 26 216 | 25 905 | 25 749 | 27 329 | 26 764 | 27 041 | 26 914 | 25 701 | 26 144 | 25 813 | 24 921 | 26 080 | 24 835 | 29 718 | 29 490 | 31 488 | 33 345 | 36 242 | 41 761 | 49 144 | 46 483 | 41 736 | 38 983 | 40 590 | 42 672 |
| Para los censos de 1962 a 1999 la población legal corresponde a la población sin duplicidades (Fuente: INSEE [Consultar]) |        |        |        |        |        |        |        |        |        |        |        |        |        |        |        |        |        |        |        |        |        |        |        |        |        |        |        |        |        |        |        |        |